# Loyal Bros 2
Loyal Bros 2 (офіційно підназвано Lil Durk Presents: Loyal Bros 2) — компіляція американського гіпгоп-лейблу Only the Family й репера Lil Durk, видана ними разом з Alamo Records та Empire Distribution 16 грудня 2022 р. На відміну від Loyal Bros, не є проєктом виключно Only the Family як офіційних виконавців. Щодо померлого King Von використано слово «feat.» (укр. «з участю»), на відміну від приквела, випущеного також після його вбивства. Є п'ятою компіляцією  Only the Family.

## Реліз та просування
Провідний сингл «ISTG, Pt. 2» у виконанні репера Doodie Lo з участю Kodak Black вийшов 2 грудня 2022 року. Другий і останній окремок, «Hanging with Wolves» у виконанні Lil Durk, видано рівно за тиждень, 9 грудня. Того ж дня Дерк оголосив назву, дату релізу, обкладинку та посилання на попереднє замовлення збірки. За п'ять днів, 14 грудня, він оприлюднив список пісень.

## Список пісень
| #     | Назва                                                      | Автор | Продюсер(и)                                            | Тривалість |
| ----- | ---------------------------------------------------------- | --- | ------------------------------------------------------ | ---------- |
| 1.    | «Set It Off» (Lil Durk)                                    | Дерк Бенкс Рашан Кайлз Дівонте Ричмонд Оріценіраро Беміґо-Аморіґоє                                         | Cicero DJ Bandz OB Mus1c                               | 2:42       |
| 2.    | «Mad Max» (Lil Durk і Future)                              | Бенкс Нейведіус Вілберн Ґреґорі Сандерс-мл.                                                                | HitmanAudio                                            | 2:33       |
| 3.    | «Hanging with Wolves» (Lil Durk)                           | Бенкс Даррелл Джексон Найл Бей Вільямс Ґолдберґ                                                            | Chopsquad DJ Jkari Nile Waves DecayOnTheBeat           | 3:25       |
| 4.    | «ISTG, Pt. 2» (Doodie Lo з участю Kodak Black)             | Девід Солсберрі Білл Капрі Кутлвано Мотлоаці                                                               | Kushgod BroskiBoi                                      | 2:26       |
| 5.    | «For Real» (OTF Boonie Moe)                                | Антоніо Джонс Осама Ед Даоу Даніела Вознесенски Максіміліан Макфарлін Raydo                                | King Osama Lala the DJ Macshooter49 Raydo              | 2:00       |
| 6.    | «NLMG» (Doodie Lo, THF Lil Law і THF Omertà)               | Солсберрі Лоренс Нортерн THF Omertà Роан Мегта Віктор Субодін Булат Маліков                                | HocusKrazy Vaze Beats VSOnThaBeat Carter Twenseventeen | 2:00       |
| 7.    | «Feed Em Addy's» (Booka600 і Lil Durk)                     | Даронтез Мейо Бенкс Джексон                                                                                | Chopsquad DJ                                           | 2:25       |
| 8.    | «We Did It» (OTF Boonie Moe з участю King Von)             | Джонс Дейвон Беннетт Ричмонд Малікі Декампос                                                               | DJ Bandz DJ FMCT                                       | 2:44       |
| 9.    | «Seen It All» (Deeski й Lil Zay Osama)                     | Деандре Вілсон Айзея Дюкс Вознесенски Ед Даоу                                                              | Lala the DJ King Osama                                 | 2:34       |
| 10.   | «Ain't Hiding» (Chief Wuk)                                 | Вонтрелл Вокер Лесідні Реґленд Деррік Міллер Тім Ґомрінґер Кевін Ґомрінґер Тесленко Александровіч Луї Баке | Teezy Too Dope Hendrix Smoke Cubeatz Tizzle Bacqué     | 1:53       |
| 11.   | «Savage Shit» (Doodie Lo й PGF Nuk)                        | Солсберрі Верджіл Ґібсон Ричмонд Декампос Кевін да Сілва                                                   | DJ Bandz DJ FMCT RicoRunDat                            | 2:32       |
| 12.   | «Mad Cuz I'm Rich» (THF Zoo й Big30)                       | Дівонше Колльє Родні Райт-мл. Джексон                                                                      | Chopsquad DJ                                           | 3:34       |
| 13.   | «Block Is Hot» (Lil Durk і Deeski)                         | Бенкс Вілсон Вознесенски Ед Даоу Філіп Ліндворски Ґолдберґ Джоел Демора                                    | Lala the DJ King Osama Phil2k Demora                   | 2:10       |
| 14.   | «Thug Life» (Doodie Lo й Chief Wuk з участю Icewear Vezzo) | Солсберрі Вокер Чайвз Сміт Ендрю Седані                                                                    | BeatsByMax                                             | 2:22       |
| 15.   | «Federal Freestyle» (OTF Jam)                              | OTF Jam Вознесенски                                                                                        | Lala the DJ Ringt808ne                                 | 1:49       |
| 16.   | «Out the Way» (Lil Durk і OTF Chugg)                       | Бенкс OTF Chugg                                                                                            | Migo Puncho                                            | 2:15       |
| 17.   | «Forever» (Noza Jordan)                                    | Ноза Джордан Бенджамін Габбл Лем Джордан Френсіс Лопез Варела Девіс Ештон                                  | LayZ Beats John Lam Jordan                             | 2:03       |
| 18.   | «Please Breathe» (Lil Durk, Esparo й Booka600)             | Бенкс Еспаро Вольтер Мейо Лем Кевін Вебб Ебон Томас                                                        | Lam K Hendrix Ebon                                     | 2:37       |
| 19.   | «Never Saw Em» (C3)                                        | Чарльз Ластер III Декордіа Чізм Даніель Веґліа Марк Ніколаєв                                               | Boxhead Gyard Marko Lenz                               | 1:52       |
| 20.   | «Threats to Everybody» (Lil Durk)                          | Бенкс Мотлоаці Денієл Тейлор                                                                               | Kushgod Taylor Tayko                                   | 2:04       |
| 21.   | «Who You Are» (Doodie Lo з участю Trippie Redd)            | Солсберрі Майкл Вайт IV Ричмонд                                                                            | DJ Bandz Meech Magic Meralless                         | 2:11       |
| 22.   | «Silly Rabbit» (Hypno Carlito)                             | Роберт Емперен Серьожа Бородін Владислав Дугін                                                             | Baby Pluto Baby Plugg Crevm Dian                       | 3:08       |
| 23.   | «Menace» (Booka600)                                        | Мейо Бен Янсі                                                                                              | Benny                                                  | 2:15       |
| 57:10 |                                                            | |                                                        |            |

## Чартові позиції
| Чарт(2022)                            | Найвища позиція |
| ------------------------------------- | --------------- |
| Canadian Albums (Billboard)           | 79              |
| US Billboard 200)                     | 37              |
| US Top R&B/Hip-Hop Albums (Billboard) | 13              |